# Борок (Батецкий район)
Борок — деревня в Батецком районе Новгородской области России. Входит в состав Мойкинского сельского поселения.

## География
Деревня находится в северо-западной части Новгородской области, в зоне хвойно-широколиственных лесов, к востоку от реки Луги, при автодороге 49К-01, на расстоянии примерно 17 километров (по прямой) к востоку-юго-востоку (ESE) от посёлка Батецкого, административного центра района. Абсолютная высота — 57 метров над уровнем моря.

### Часовой пояс
Деревня Борок, как и вся Новгородская область, находится в часовой зоне МСК (московское время). Смещение применяемого времени относительно UTC составляет +3:00.

## Население
| 2010 |
| ---- |
| 79   |

Половой состав
По данным Всероссийской переписи населения 2010 года в гендерной структуре населения мужчины составляли 59,5 %, женщины — соответственно 40,5 %.

Согласно результатам переписи 2002 года, в национальной структуре населения русские составляли 98 % из 58 чел.